# Näs säteri, Adelöv
Näs är ett säteri i Adelövs socken, Tranås kommun.
Näs tillhörde bland annat Per Brahe den yngre som anlade jaktslottet Brahehälla på godset Näs ägor. 1741 slog säteriet Adelöv samman med Näs. Nuvarande huvudbyggnad härrör från 1860-talet.
Bland säteriets ägare märks Johan Theophil Nathhorst som utförde flera av sina experiment här.
Senare var ätten Hermelin ägare till godset.